# (5157) Hindemith
(5157) Hindemith es un asteroide perteneciente a la familia de Temis en el cinturón exterior de asteroides, descubierto el 27 de octubre de 1973 por Freimut Börngen desde el Observatorio Karl Schwarzschild, en Tautenburg, Alemania.

## Designación y nombre
Designado provisionalmente como 1973 UB5. Fue nombrado Hindemith en honor al compositor alemán Paul Hindemith, que poseía una extensa obra, abarcando casi todos los ámbitos de la música. Compositor de las sinfonías Mathis der Maler y Armonía del mundo, escribió sobre esta última obra que "se trata de la vida y obra de Johannes Kepler y la búsqueda de la armonía, gobernando el universo". 

## Características orbitales
Hindemith está situado a una distancia media del Sol de 3,219 ua, pudiendo alejarse hasta 3,694 ua y acercarse hasta 2,745 ua. Su excentricidad es 0,147 y la inclinación orbital 0,190 grados. Emplea 2110,36 días en completar una órbita alrededor del Sol.
Los próximos acercamientos a la órbita de Júpiter se producirán el 24 de septiembre de 2027, el 23 de octubre de 2038 y el 7 de noviembre de 2137.

## Características físicas
La magnitud absoluta de Hindemith es 12,5. Tiene 14 km de diámetro y su albedo se estima en 0,107.